# Gelis liparae
Gelis liparae là một loài tò vò trong họ Ichneumonidae.